# Acompsia subpunctella
Acompsia subpunctella is een vlinder uit de familie tastermotten (Gelechiidae). De wetenschappelijke naam is voor het eerst geldig gepubliceerd in 1966 door Svensson.
De soort komt voor in Europa.